# Constel·lació del Microscopi
El Microscopi (Microscopium) és una petita constel·lació de l'hemisferi Sud creada per Nicolas-Louis de Lacaille. Les seves estrelles són molt febles. La constel·lació del Microscopi fou creada per Nicolas-Louis de Lacaille l'any 1752 per omplir una part del cel austral sense denominació. Com moltes de les altres 14 constel·lacions creades per Lacaille, porta el nom d'un aparell científic, el microscopi.

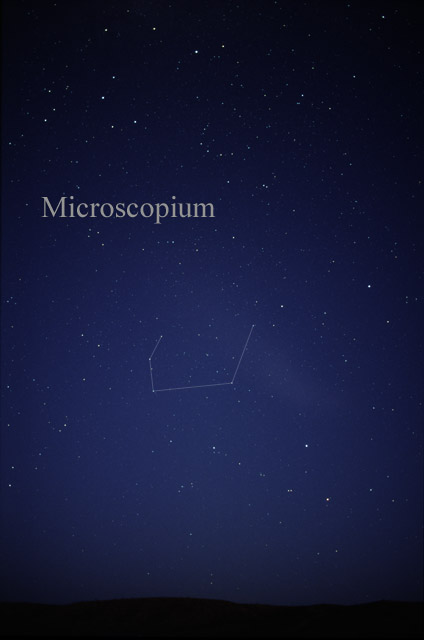
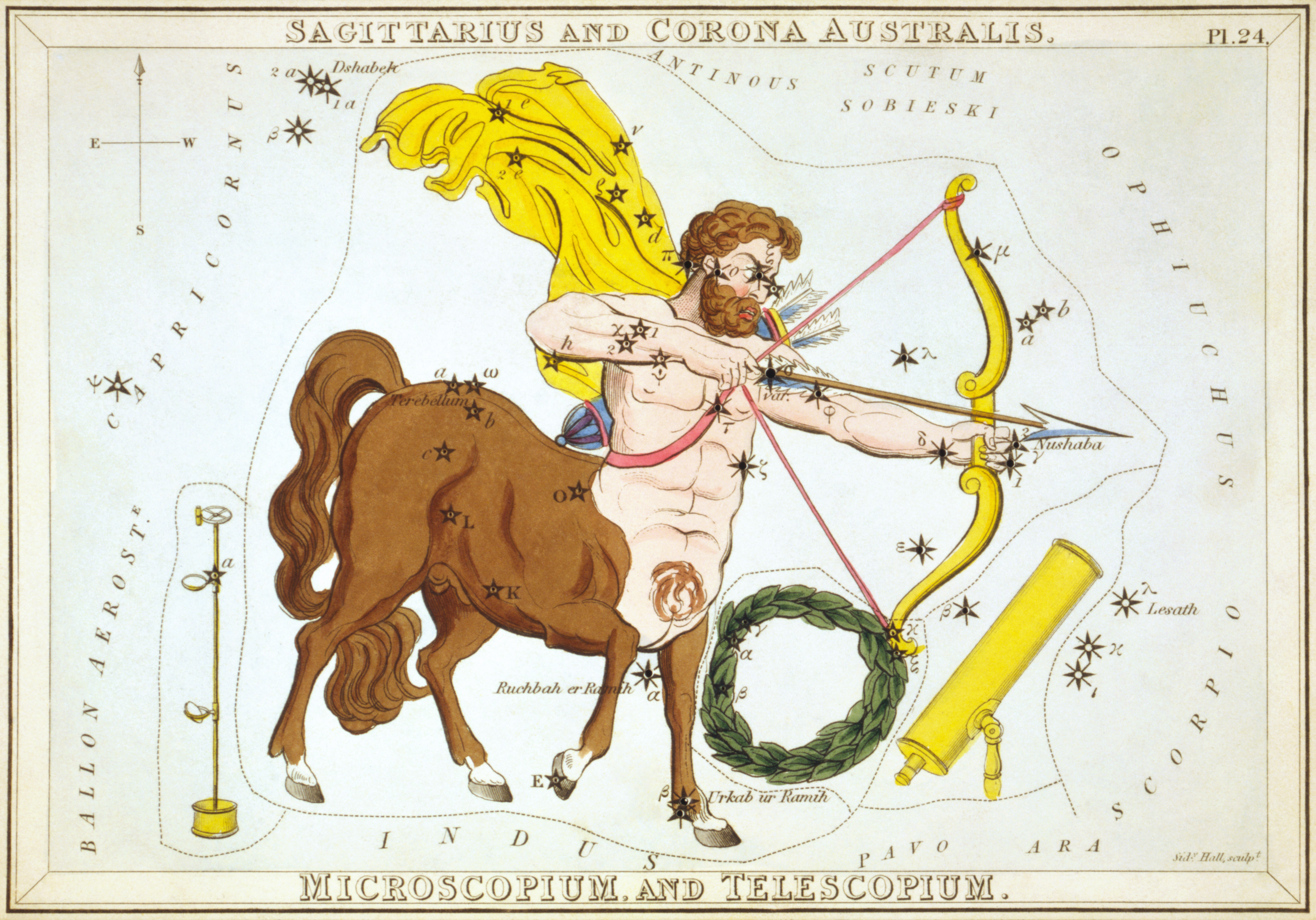

## Estrelles i objectes
L'estrella més brillant de la constel·lació és γ Microscopii de magnitud aparent 4,67. És un estel gegant 10 vegades més gran que el Sol. Sembla que si es traça el recorregut de γ Microscopii a través de l'espai, fa 3,8 milions d'anys es trobava solament a 6 anys llum del sistema solar, amb una magnitud de -3; era doncs tan brillant com Venus.
Si γ Microscopii és molt poc lluminosa, les altres estrelles de Microscopium són encara menys brillants. AU Microscopii és una nana vermella en erupció de magnitud 8,8, i que dista solament 33 anys llum i està envoltada d'un disc de pols que recorda el de β Pictoris (dins la constel·lació de Pictor).
A Microscopium hi ha moltes galàxies llunyanes: NGC 6923, NGC 6925, NGC 6958, NGC 7012, NGC 7057, NGC 7060 i IC 5011.

### Taula de les estrelles de Microscopium
| Estrella | Magnitud aparent | Magnitud absoluta | Distància (anys llum) | Tipus espectral |
| -------- | ---------------- | ----------------- | --------------------- | --------------- |
| γ Mic    | 4,67             | 0,49              | 224                   | G8III           |
| ε Mic    | 4,71             | 1,19              | 165                   | A0V             |
| α Mic    | 4,89             | -0,45             | 381                   | G8III           |
| θ¹ Mic   | 4,80             | 1,01              | 187                   | A2p             |
| ι Mic    | 5,11             | 2,04              | 134                   | F1IV            |
| ν Mic    | 5,12             | 1,01              | 216                   | K0III           |
| HR 8076  | 5,20             | 0,02              | 354                   | K2III           |
| HR 8104  | 5,25             | 2,63              | 109                   | F5V             |
| ζ Mic    | 5,32             | 2,58              | 115                   | F3V             |
| HR 7987  | 5,34             | -0,17             | 412                   | K2III           |
| HR 8110  | 5,41             | 0,01              | 392                   | K3III           |
| HR 7893  | 5,47             | 1,14              | 239                   | K1III           |
| HR 7933  | 5,48             | 0,52              | 320                   | B8/B9V          |
| HR 8202  | 5,50             | 1,84              | 176                   | Am              |